# The Strangers
The Strangers è un film horror psicologico del 2008 scritto e diretto da Bryan Bertino, primo titolo dell'omonima serie di film.

## Trama
In una zona appartata, lontana dalla civiltà, James Hoyt e Kristen McKay arrivano di notte alla casa estiva d'infanzia di James, di ritorno dal matrimonio di un amico. La tensione abbonda tra la coppia, poiché Kristen ha rifiutato la proposta di matrimonio di James dopo il ricevimento. Quest'ultimo chiama il suo amico Mike e gli chiede di venirlo a prendere la mattina dopo. Poco dopo le 4:00 del mattino, bussano forte alla porta. Una giovane donna bionda, il cui viso è ostruito da una scarsa illuminazione, chiede alla coppia "C'è Tamara in casa?" ma viene respinta da James. Quest'ultimo va a fare un giro per acquistare un pacchetto di sigarette per Kristen; prima di partire, accende un fuoco nel focolare.  Mentre aspetta il suo ritorno, Kristen sente bussare alla porta, ma non la apre. Dopo aver chiesto chi è, scopre che è la stessa ragazza di prima, che chiede di Tamara; la donna le ricorda che è già passata e chiude a chiave la porta mentre la misteriosa ragazza si allontana. Kristen si rende conto che la canna fumaria è chiusa e tenta di aprirla;  il fumo che si sprigiona dall'incendio fa scattare un rilevatore di fumo. La donna tenta di disinserire l'allarme quando viene spaventata da un altro bussare alla porta e lascia cadere l'allarme sul pavimento, innervosita.  Chiama il cellulare di James dalla rete fissa, ma la loro chiamata viene interrotta. Kristen torna in cucina, dove, a sua insaputa, un intruso la osserva, indugiando nel corridoio adiacente. La donna nota che il rilevatore di fumo che ha lasciato sul pavimento è ora posato su una sedia e si rende conto che qualcuno è stato in casa.  Dopo aver recuperato il cellulare dal caricabatterie, scopre che manca e inizia a farsi prendere dal panico. Quando sente un rumore dal cortile, si arma con un coltello e apre le tende per trovare l'uomo mascherato che la fissa.  Urlando, incespica nel corridoio e osserva la porta d'ingresso socchiusa. Quando va a chiudere la porta, la donna bionda, ora con una maschera da bambola, sbircia dentro. Dopo aver chiuso a chiave la porta, Kristen si ritira in camera da letto, dove sente un forte schianto, prima che James ritorni. Dopo che lei ha spiegato cosa è successo, esce in macchina per prendere il suo telefono, dopodiché trova l'auto saccheggiata e vandalizzata, e vede la donna bionda mascherata che lo guarda da lontano. La coppia tenta di partire con l'auto di James, ma un'altra donna bruna mascherata li tampona in un camioncino, costringendoli a fuggire. Tornati in casa, Kristen e James trovano un fucile e aspettano gli intrusi in una camera da letto. Mike arriva e si rende conto che qualcosa non va dopo aver visto l'auto vandalizzata di James.  Entra in casa e quest'ultimo, scambiandolo per uno degli intrusi, gli spara a morte.  Devastato, James ricorda un vecchio trasmettitore radio in un fienile della proprietà. Se ne va e incontra la donna bruna, che perlustra il cortile con una torcia. Quando James cerca di spararle, l'uomo mascherato gli tende un'imboscata e gli fa perdere i sensi, scaricando inavvertitamente il fucile. Kristen sente lo sparo e corre al fienile. Trova la radio, ma la donna bruna la fracassa con un'ascia. Kristen torna di corsa a casa dove incontra la donna bionda, che la schernisce con un coltello. Cerca di scappare ma non ci riesce a causa dell'uomo mascherato. All'alba, la coppia si sveglia e si ritrova legata alle sedie in soggiorno con gli intrusi in piedi davanti a loro. Kristen tenta di ragionare con gli intrusi, prima di chiedere una spiegazione, a cui la donna bionda risponde: "Perché eri a casa". Gli intrusi si smascherano a Kristen e James prima di accoltellarli a turno al petto e all'addome. Il giorno seguente i tre criminali se ne vanno con il loro camion e si imbattono in due ragazzini in bicicletta che distribuiscono volantini religiosi. La donna bionda esce dal camion e le chiede se può avere uno dei loro biglietti. Uno dei ragazzi le chiede: "Sei una peccatrice?" a cui lei risponde: "A volte". Il ragazzo gliene dà uno e gli estranei se ne vanno mentre la donna bruna afferma: "Sarà più facile la prossima volta". I due ragazzi giungono alla casa, dove scoprono i corpi insanguinati di Kristen, James e Mike all'interno. Uno dei ragazzi si avvicina al corpo di Kristen e tenta di toccarlo.  Mentre si avvicina a lei, quest'ultima, ancora viva, lo spaventa afferrandogli la mano e urlando.

## Produzione

### Sceneggiatura e ispirazione
Lo sceneggiatore e regista Bryan Bertino ha scritto la sceneggiatura che in origine era intitolata The Faces; era la terza sceneggiatura che avesse mai scritto. Bertino aveva un interesse particolare per il genere horror, osservando come si potesse connettersi a un pubblico spaventandolo, e nelle successive interviste avrebbe affermato che era cresciuto guardando film horror. In particolare, ha affermato di essere stato fortemente ispirato dai film thriller degli anni '70 mentre scriveva la sceneggiatura, e ha immaginato un film che "mettesse il pubblico nel mondo delle vittime."
Secondo le note di produzione e le successive interviste, il film è stato ispirato da eventi reali accaduti durante l'infanzia di Bertino: Bertino spiega:
Nelle interviste, Bertino ha affermato di essere "molto impressionato" da alcune delle teorie che circolano su Internet sui "veri eventi" su cui si presume che il film sia basato, ma ha affermato che la sua principale ispirazione è stata il libro Helter Skelter, che parla degli omicidi della famiglia Manson; alcuni giornalisti hanno ipotizzato che il film sia stato ispirato anche dagli irrisolti Keddie Cabin Murders del 1981 che si sono verificati in una piccola comunità di vacanze nella Sierra Nevada della California. La premessa del film è stata paragonata da alcuni critici cinematografici al film horror francese Them, pubblicato due anni prima, che presenta anche una coppia terrorizzata da estranei nella loro remota casa.
Bertino è entrato nella sceneggiatura di The Strangers in un concorso di sceneggiatura, dopo di che ha venduto i diritti di regia alla Universal Pictures.

### Casting
Bertino voleva Liv Tyler per il ruolo di Kristen. La Tyler, che non ha lavorato per diversi anni dopo la nascita di suo figlio, ha accettato la parte dopo essere stata colpita dalla sceneggiatura, che ha letto durante un volo dal Giappone a Los Angeles: "Mi è piaciuto particolarmente il modo di Bryan di dire molto, ma non dire tutto. Spesso nei film, è tutto spiegato per te, e il dialogo è molto esplicativo. Ma Bryan non scrive così, scrive come comunicano le persone normali - con domande persistenti. Sapeva che sarebbe stato interessante recitare." L'attore canadese Scott Speedman venne scelto per il ruolo di James. Anche Speedman è rimasto impressionato dalla sceneggiatura, affermando che "il pubblico in realtà ha il tempo di respirare con i personaggi prima che le cose diventino spaventose da morire. Questo mi ha interessato dalle prime pagine".
Nel casting dei tre intrusi mascherati, Bertino ha scelto la modella australiana Gemma Ward per la parte di Dollface, sentendo che aveva l'esatto "look" che aveva immaginato; Ward è stato lanciato ufficialmente nel film nel settembre 2006. In preparazione al ruolo, Ward ha letto Helter Skelter di Vincent Bugioisi per trovare ispirazione. Kip Weeks è stato quindi scelto come Uomo mascherato, e l'attrice televisiva Laura Margolis, che ha scoperto che la sceneggiatura era una vera "svolta della pagina", è stata scelta per il ruolo di Pin-Up Girl. Col senno di poi, Bertino ha affermato di aver scelto i tre attori in base alle loro abilità per trasmettere i loro personaggi, nonostante il fatto che i loro volti rimangano invisibili sullo schermo.

### Riprese

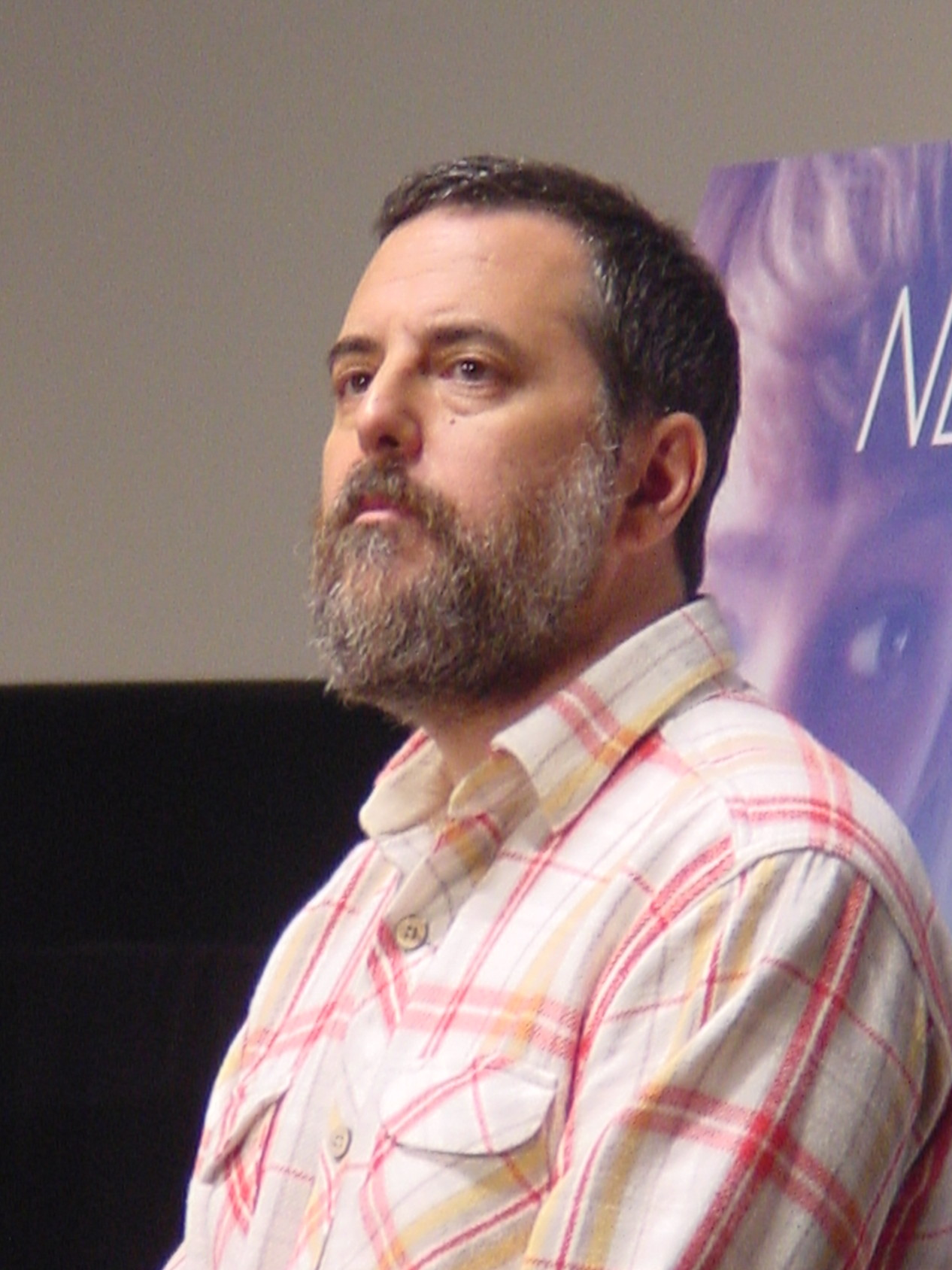
Mark Romanek (nella foto) era originariamente assegnato per dirigere il progetto, ma dopo essersi ritirato, Bertino ha assunto il controllo.

Inizialmente Bertino non aveva pianificato di dirigere The Strangers ed era stato disconnesso dal progetto dopo aver venduto i diritti di regia alla Universal Pictures. Sia Justin Lin che Mark Romanek erano interessati alla regia, ma alla fine si ritirarono. Circa due anni dopo che Bertino aveva venduto la sceneggiatura, la Universal passò il progetto alla sua consociata, la Rogue Pictures, che contattò Bertino per dirigere il progetto, nonostante la sua mancanza di esperienza.
Con un budget di 9 milioni di dollari, le riprese di The Strangers sono iniziate il 10 ottobre 2006 e si sono concluse all'inizio del 2007. Sono state girate in location a circa 10 miglia da Florence, nella Carolina del Sud e l'interno di 190 m2 della casa è stato costruito da una squadra stabilita. Sebbene il film abbia luogo nel 2005, la casa stessa è stata deliberatamente costruita con un'architettura che ricorda le case ranch degli anni '70 e vestita con mobili applicabili all'epoca. Bertino basò la casa sui tipi di case comuni in cui era cresciuto nelle zone rurali del Texas. La proprietà era situata nella periferia di Timmonsville, nella Carolina del Sud. Nonostante le complicazioni meteorologiche, il film è stato girato in gran parte in ordine cronologico.
Durante la produzione, è stato riferito che Liv Tyler ha sofferto di tonsillite a causa delle ampie urla che il ruolo le richiedeva di fare. Tyler avrebbe in seguito ricordato che era il film più difficile a cui avesse mai lavorato, "sia fisicamente che emotivamente." Secondo Laura Margolis, che interpretava la Pin-Up Girl, la Tyler ha anche chiesto espressamente di non vedere la sua maschera prima delle riprese: "Ho ricevuto istruzioni rigorose per non lasciare che Liv mi vedesse nella mia maschera prima di girare", Margolis ha ricordato. "La prima scena che ho girato è stata stalking [lei] al di fuori del fienile. Mi era stato detto che voleva davvero avere paura. Non voleva fingere, e quindi era mia responsabilità spaventarla davvero. Quindi abbiamo girato quella scena, le ho corso incontro, ha iniziato a urlare e poi mi ha dato un calcio."
Le maschere presenti nel film sono state scelte da Bertino, che voleva che apparissero come se gli assassini "avessero potuto ritirarle in un qualsiasi negozio."

### Post-produzione
Il montatore Kevin Greutert è stato ingaggiato per il montaggio del film dopo aver terminato il montaggio di Saw III. Diverse modifiche sono state apportate al film durante la post-produzione, principalmente per quanto riguarda la conclusione: nella sceneggiatura e nelle riprese iniziali, i tre sconosciuti mascherati rivelavano i loro volti alla telecamera. Dopo la sequenza in cui vengono pugnalati Kristen e James, gli estranei vagano per la casa, ripulendo parti della scena del crimine prima di vestirsi con i vestiti di Kristen e James. In seguito alle proiezioni dei test, i produttori hanno deciso che i volti degli sconosciuti dovevano rimanere invisibili al pubblico, il che richiedeva che le sequenze successive all'accoltellamento fossero eliminate.

## Colonna sonora
Una colonna sonora, composta da 19 brani composti dal produttore di colonne sonore tomandandy, è stata pubblicata il 27 maggio 2008 ed è stata distribuita dalla Lakeshore Records. L'album ha ricevuto recensioni generalmente positive dalla critica. "È una colonna sonora inquietante per quello che sembra essere un film che ti farà saltare e anche assicurarti che le porte siano chiuse di notte", scrive il recensore Jeff Swindoll. "Questa è una colonna sonora impressionante e aggiunge un tremendo fattore freddo al film", afferma Zach Freeman di Blogger News, classificandolo con una A.

### Tracce
Testi e musiche di tomandandy.
1. Opening – 2:31
2. The House – 1:46
3. Empty – 1:26
4. Wedding – 2:53
5. Apology – 0:49
6. James and Kristen – 2:39
7. 3 AM Knock – 4:47
8. Alone – 4:02
9. James Returns – 3:51
10. Run to Car – 1:54
11. Waiting – 1:11
12. Angry – 1:44
13. Mike – 4:17
14. Cold – 0:53
15. The Barn – 3:05
16. Run – 2:36
17. Scrape – 1:57
18. Mercy – 2:02
19. Over – 1:22

## Promozione

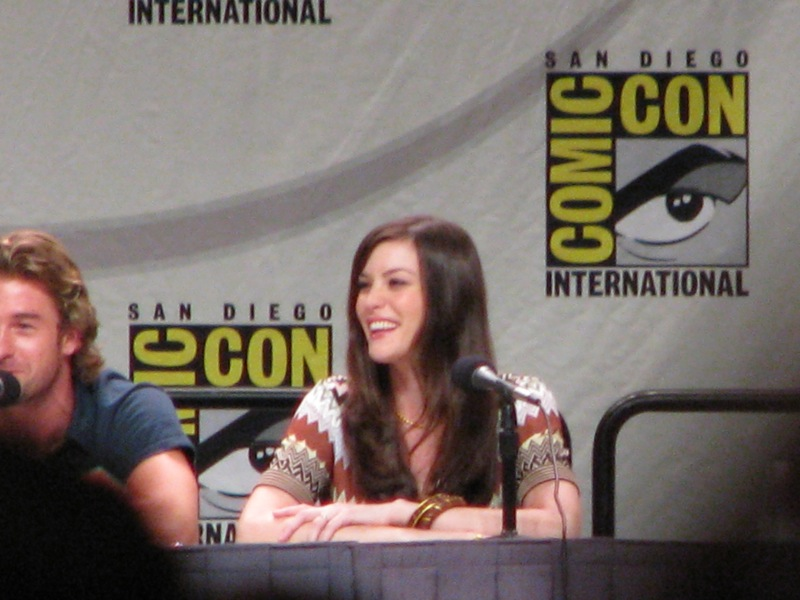
Scott Speedman e Liv Tyler promuovono il film al San Diego Comic Con del 2007

Alla fine di luglio 2007, Bertino, Tyler e Speedman hanno partecipato all'evento annuale Comic-Con di San Diego per promuovere il film; tutti e tre erano presenti per una sessione di panel di domande e risposte, oltre a una proiezione del trailer ufficiale del film; questo trailer è uscito su Internet diverse settimane dopo. Il trailer originariamente iniziò a girare nelle sale cinematografiche allegato al film di fantascienza Doomsday della Rogue Pictures nel marzo 2008, e le pubblicità televisive iniziarono a essere trasmesse in rete all'inizio di metà aprile 2008 per promuovere l'uscita del film a maggio.

## Distribuzione
Inizialmente i produttori avevano pianificato una distribuzione estiva del film nel luglio 2007, che alla fine è stata rinviata a novembre 2007; tuttavia, anche questa data è stata poi rinviata. The Strangers ha debuttato negli Stati Uniti e in Canada il 30 maggio 2008. Nel weekend di apertura, il film ha incassato 21 milioni di dollari in 2.467 cinema, classificandosi al terzo posto ai botteghini e incassando una media di $ 8.514 per cinema. Il rendimento complessivo al botteghino fu un successo, guadagnando $ 82,4 milioni in tutto il mondo.

## Sequel
Un sequel del film, intitolato The Strangers: Prey at Night, è uscito il 31 maggio 2018.
Il primo capitolo di una trilogia di film, che fungerà da sequel standalone della pellicola originale, è uscita nel 2024 con The Strangers: Capitolo 1.